# Distoechurus pennatus
Distoechurus pennatus là một loài động vật có vú trong họ Acrobatidae, bộ Hai răng cửa. Loài này được Peters. Đâu là loài duy nhất trong chi của nó mô tả năm 1874.